# Altamira, Santa María Teopoxco
Altamira är en ort i Mexiko.   Den ligger i kommunen Santa María Teopoxco och delstaten Oaxaca, i den sydöstra delen av landet, 270 km sydost om huvudstaden Mexico City. Altamira ligger 1 721 meter över havet och antalet invånare är 113.
Terrängen runt Altamira är kuperad åt sydväst, men åt nordost är den bergig. Runt Altamira är det ganska tätbefolkat, med 144 invånare per kvadratkilometer. Närmaste större samhälle är Huautla de Jiménez, 14,5 km sydost om Altamira. Omgivningarna runt Altamira är en mosaik av jordbruksmark och naturlig växtlighet.